# Bussenried
Das Gebiet Bussenried ist ein mit Verordnung vom 27. Juni 1986 ausgewiesenes Naturschutzgebiet (NSG-Nummer 3.135) im baden-württembergischen Landkreis Konstanz in Deutschland.

## Lage
Das rund 10,6 Hektar große Naturschutzgebiet Bussenried gehört naturräumlich zum Hegau. Es liegt auf der Gemarkung Hegne, nordöstlich der Allensbacher Ortsmitte, auf einer durchschnittlichen Höhe von 435 m ü. NHN.

## Schutzzweck
Wesentlicher Schutzzweck ist „die Erhaltung des letzten noch intakten Zwischenmoors im Bodanrück als Lebensraum seltener, zum Teil vom Aussterben bedrohter Pflanzen- und Tierarten.“

## Biotoptypen
Folgende Biotoptypen sind im Bruckried bezeichnet:
| - 12.60 – Graben - 13.10 – Stillgewässer im Moorbereich - 31.20 – Natürliches Übergangs- und Zwischenmoor - 33.10 – Pfeifengras-Streuwiese - 33.21 – Nasswiese basenreicher Standorte der Tieflagen - 33.43 – Magerwiese mittlerer Standorte - 34.52 – Land-Schilfröhricht - 34.57 – Schneiden-Ried - 34.61 – Steifseggen-Ried - 34.62 – Sumpfseggen-Ried - 34.65 – Schnabelseggen-Ried - 34.67 – Rispenseggen-Ried - 35.32 – Goldruten-Bestand | - 35.34 – Adlerfarn-Bestand - 35.35 – Landreitgras-Bestand - 35.62 – Ausdauernde Ruderalvegetation trockenwarmer Standorte - 42.12 – Gebüsch trockenwarmer, basenreicher Standorte - 42.30 – Gebüsch feuchter Standorte - 43.11 – Brombeer-Gestrüpp - 43.12 – Himbeer-Gestrüpp - 51.12 – Waldkiefern-Moorwald - 59.10 – Laubbaum-Bestand - 59.11 – Pappel-Bestand - 59.12 – Erlen-Bestand - 59.44 – Fichten-Bestand |

## Flora und Fauna

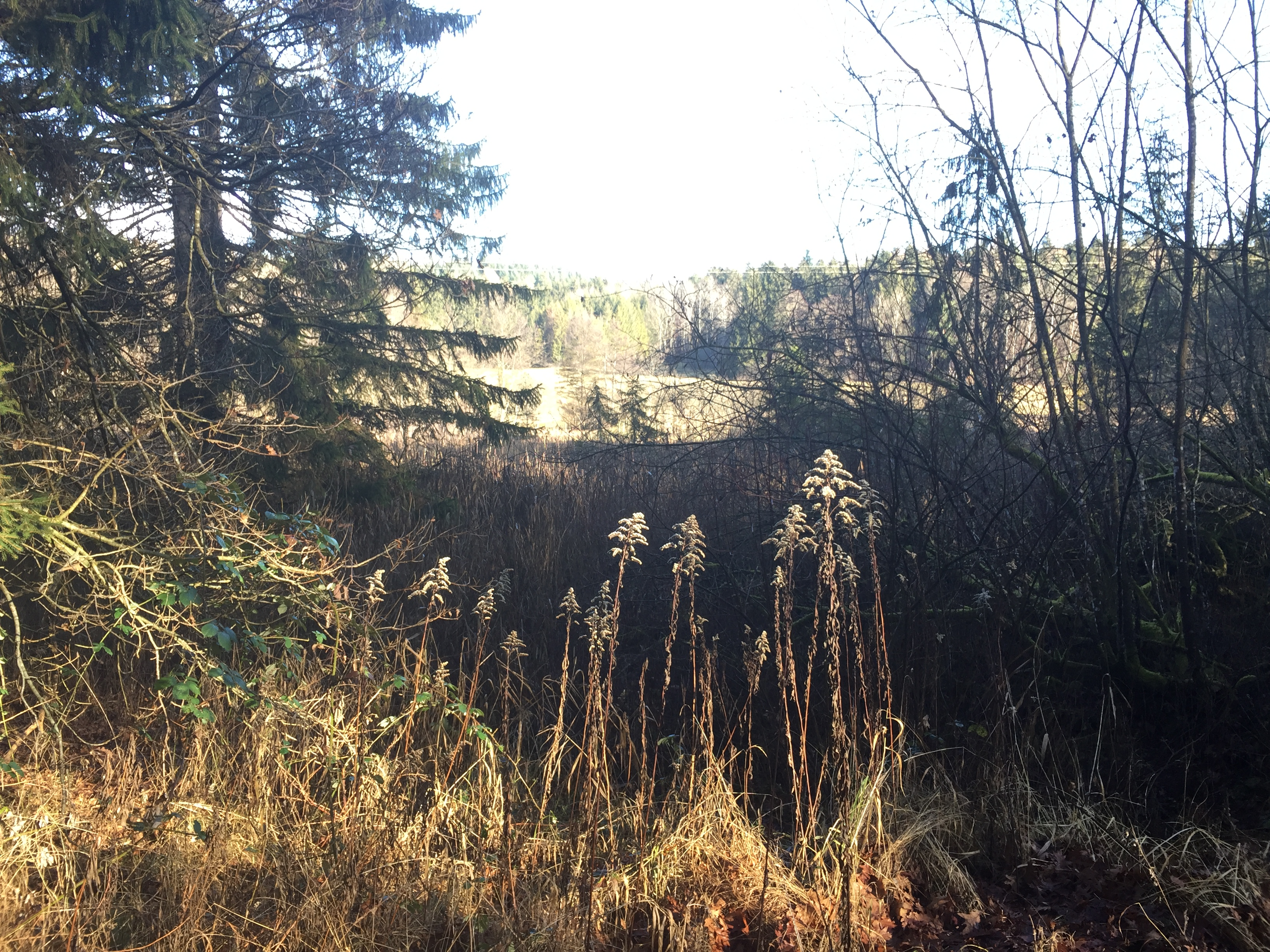
Bussenried

Folgende, seltene und teils vom Aussterben bedrohte Arten (Auswahl) sind im Naturschutzgebiet beschrieben:

### Flora
| - Binsengewächse - Stumpfblütige Binse (Juncus subnodulosus) - Enziangewächse - Schwalbenwurz-Enzian (Gentiana asclepiadea) - Orchideen - Sumpf-Glanzkraut (Liparis loeselii) - Primelgewächse - Mehlprimel (Primula farinosa) - Rosengewächse - Sumpf-Blutauge (Potentilla palustris) - Rötegewächse - Nordisches Labkraut (Galium boreale) | - Sauergrasgewächse - Binsenschneide (Cladium mariscus), Breitblättriges Wollgras (Eriophorum latifolium), Faden-Segge (Carex lasiocarpa), Rispen-Segge (Carex paniculata), Rostrotes Kopfried (Schoenus ferrugineus), Schnabel-Segge (Carex rostrata), Schwarzes Kopfried (Schoenus nigricans) und Steife Segge (Carex elata) - Sonnentaugewächse - Rundblättriger Sonnentau (Drosera rotundifolia) - Spindelbaumgewächse - Sumpf-Herzblatt (Parnassia palustris) - Wasserschlauchgewächse - Gemeines Fettkraut (Pinguicula vulgaris) |

### Fauna
| - Heuschrecken - Sumpfschrecke (Stethophyma grossum) - Libellen - Blauflügel-Prachtlibelle (Calopteryx virgo), Braune Mosaikjungfer (Aeshna grandis), Gefleckte Smaragdlibelle (Somatochlora flavomaculata), Keilfleck-Mosaikjungfer (Aeshna isoceles), Scharlachlibelle (Ceriagrion tenellum). Schwarze Heidelibelle (Sympetrum danae) und Sibirische Winterlibelle (Sympecma paedisca) | - Schmetterlinge - Feuriger Perlmuttfalter (Argynnis adippe) und Heilziest-Dickkopffalter (Carcharodus flocciferus) - Vögel - Dorngrasmücke (Sylvia communis) und Teichrohrsänger (Acrocephalus scirpaceus) |

## Zusammenhang mit anderen Schutzgebieten
Mit dem Naturschutzgebiet Bussenried sind das Landschaftsschutzgebiet „Bodanrück“ (3.35.009), das FFH-Gebiet „Bodanrück und westl. Bodensee“ (DE-8220-341) sowie das Vogelschutzgebiet „Bodanrück“ (DE-8220-402) als zusammenhängende Schutzgebiete ausgewiesen.